# Ouroux-en-Morvan
Ouroux-en-Morvan település Franciaországban, Nièvre megyében. Lakosainak száma 596 fő (2022. január 1.). Ouroux-en-Morvan Brassy, Chaumard, Gâcogne, Mhère, Montsauche-les-Settons és Planchez községekkel határos.

## Népesség
A település népességének változása:
| Lakosok száma | 651  | 645  | 640  | 617  | 601  | 600  | 600  | 599  | 596  |
|               | 2013 | 2015 | 2016 | 2017 | 2018 | 2019 | 2020 | 2021 | 2022 |